# Christoph Specht (Rennfahrer)
Christoph Specht (* 16. Januar 1938 in Radevormwald; † 7. Dezember 2019 ebenda) war ein deutscher Motocrossfahrer. Er wurde 1961 sowie von 1963 bis 1966 fünf Mal Deutscher Meister.

## Karriere
Specht begann seine aktive Karriere 1955 im Alter von 15 Jahren. Bei der 6. Erbacher Motocross-Veranstaltung am 13. und 14. Oktober 1962 fuhr er mit einer 500-cm³-Maico-Maschine.
1969 beendete er seine Karriere und machte sich in der Motocross-Szene einen Namen als Fahrwerksspezialist. Gemeinsam mit seiner Frau betrieb er in Radevormwald eine Werkstatt.
In seiner Freizeit war Specht passionierter Segler.